# Coppa del Mondo T20 maschile di cricket 2012
La Coppa del Mondo T20 maschile di cricket 2012 è stata la quarta edizione del campionato del mondo di cricket in versione Twenty20. Si è disputata nello Sri Lanka tra il 18 settembre e il 7 ottobre 2012.

## Formula
Le 12 squadre partecipanti sono state divise in 4 gironi all'italiana da 3 squadre ciascuno. Le prime due di ogni gruppo avanzavano alla seconda fase, composta da due gruppi di quattro squadre ciascuno. Le prime due squadre di ogni gruppo si affrontavano in semifinali incrociate e le vincenti in finale.

## Squadre partecipanti
I dieci full members sono stati qualificati d'ufficio. A loro si sono unite le due finaliste dell'ICC World Twenty20 Qualifier 2012.
Gruppo A
- Inghilterra A1
- India A2
- Afghanistan Q2

Gruppo B
- Australia B1
- Indie Occidentali B2
- Irlanda Q1

Gruppo C
- Sri Lanka C1
- Sudafrica C2
- Zimbabwe

Gruppo D
- Pakistan D1
- Nuova Zelanda D2
- Bangladesh

## Stadi
Tutte le partite sono state disputate nei seguenti stadi:
| Kandy                     | Colombo              | Hambantota                |
| ------------------------- | -------------------- | ------------------------- |
| Pallekele Cricket Stadium | R. Premadasa Stadium | Mahinda Rajapaksa Stadium |
|                           |                      |                           |
| Capacità: 35.000          | Capacità: 35.000     | Capacità: 35.000          |
| Kandy Colombo Hambantota  |                      |                           |

## Torneo

### Prima fase

#### Gruppo A
| Data              | Luogo                                   | In battuta (nel I innings)   | Al lancio (nel I innings)       | Risultato                     |
| ----------------- | --------------------------------------- | ---------------------------- | ------------------------------- | ----------------------------- |
| 19 settembre 2012 | R. Premadasa Stadium Colombo, Sri Lanka | India 159/5 (20 overs)       | Afghanistan 136/10 (19.3 overs) | IND vince di 23 runs Referto  |
| 21 settembre 2012 | R. Premadasa Stadium Colombo, Sri Lanka | Inghilterra 196/5 (20 overs) | Afghanistan 80 (17.2 overs)     | ENG vince di 116 runs Referto |
| 23 settembre 2012 | R. Premadasa Stadium Colombo, Sri Lanka | India 170/4 (20 overs)       | Inghilterra 80 (14.4 overs)     | IND vince di 90 runs Referto  |

| Squadra     | Seed | G | V | P | NR | NRR    | Pti |
| ----------- | ---- | - | - | - | -- | ------ | --- |
| India       | A2   | 2 | 2 | 0 | 0  | +2.825 | 4   |
| Inghilterra | A1   | 2 | 1 | 1 | 0  | +0.650 | 2   |
| Afghanistan |      | 2 | 0 | 2 | 0  | -3.475 | 0   |

#### Gruppo B
| Data              | Luogo                                   | In battuta (nel I innings)         | Al lancio (nel I innings)    | Risultato                                 |
| ----------------- | --------------------------------------- | ---------------------------------- | ---------------------------- | ----------------------------------------- |
| 19 settembre 2012 | R. Premadasa Stadium Colombo, Sri Lanka | Irlanda 123/7 (20 overs)           | Australia 125/3 (15.1 overs) | AUS vince di 7 wickets Referto            |
| 22 settembre 2012 | R. Premadasa Stadium Colombo, Sri Lanka | Indie Occidentali 191/8 (20 overs) | Australia 100/1 (9.1 overs)  | AUS vince di 17 runs (Metodo D/L) Referto |
| 24 settembre 2012 | R. Premadasa Stadium Colombo, Sri Lanka | Irlanda 129/6 (19 overs)           | Indie Occidentali            | No Result Referto                         |

| Squadra   | Seed | G | V | P | NR | NRR    | Pti |
| --------- | ---- | - | - | - | -- | ------ | --- |
| Australia | B1   | 2 | 2 | 0 | 0  | +2.184 | 4   |
| IOB       | B2   | 2 | 0 | 1 | 1  | -1.855 | 1   |
| Irlanda   |      | 2 | 0 | 1 | 1  | -2.092 | 1   |

#### Gruppo C
| Data              | Luogo                                                         | In battuta (nel I innings) | Al lancio (nel I innings)   | Risultato                       |
| ----------------- | ------------------------------------------------------------- | -------------------------- | --------------------------- | ------------------------------- |
| 18 settembre 2012 | Mahinda Rajapaksa International Stadium Hambantota, Sri Lanka | Sri Lanka 182/4 (20 overs) | Zimbabwe 100 (17.3 overs)   | LKA vince di 82 runs Referto    |
| 20 settembre 2012 | Mahinda Rajapaksa International Stadium Hambantota, Sri Lanka | Zimbabwe 93/8 (20 overs)   | Sudafrica 94/0 (12.4 overs) | ZAF vince di 10 wickets Referto |
| 22 settembre 2012 | Mahinda Rajapaksa International Stadium Hambantota, Sri Lanka | Sudafrica 78/4 (7 overs)   | Sri Lanka 46/5 (7 overs)    | ZAF vince di 32 runs Referto    |

| Squadra   | Seed | G | V | P | NR | NRR    | Pti |
| --------- | ---- | - | - | - | -- | ------ | --- |
| Sudafrica | C2   | 2 | 2 | 0 | 0  | +3.597 | 4   |
| Sri Lanka | C1   | 2 | 1 | 1 | 0  | +1.852 | 2   |
| Zimbabwe  |      | 2 | 0 | 2 | 0  | -3.624 | 0   |

#### Gruppo D
| Data              | Luogo                                                    | In battuta (nel I innings)       | Al lancio (nel I innings)     | Risultato                      |
| ----------------- | -------------------------------------------------------- | -------------------------------- | ----------------------------- | ------------------------------ |
| 21 settembre 2012 | Pallekele International Cricket Stadium Kandy, Sri Lanka | Nuova Zelanda 191/3 (20.0 overs) | Bangladesh 132/8 (20.0 overs) | NZL vince di 59 runs Referto   |
| 23 settembre 2012 | Pallekele International Cricket Stadium Kandy, Sri Lanka | Pakistan 200/6 (20 overs)        | Nuova Zelanda 150 (20 overs)  | PAK vince di 50 runs Referto   |
| 25 settembre 2012 | Pallekele International Cricket Stadium Kandy, Sri Lanka | Bangladesh 175/6 (20 overs)      | Pakistan 178/2 (18.4 overs)   | PAK vince di 8 wickets Referto |

| Squadra       | Seed | G | V | P | NR | NRR    | Pti |
| ------------- | ---- | - | - | - | -- | ------ | --- |
| Pakistan      | D1   | 2 | 2 | 0 | 0  | +0.706 | 4   |
| Nuova Zelanda | D2   | 2 | 1 | 1 | 0  | +1.150 | 2   |
| Bangladesh    |      | 2 | 0 | 2 | 0  | -1.868 | 0   |

### Seconda fase (Super 8)

#### Gruppo 1
| Data              | Luogo                                                    | In battuta (nel I innings)         | Al lancio (nel I innings)      | Risultato                               |
| ----------------- | -------------------------------------------------------- | ---------------------------------- | ------------------------------ | --------------------------------------- |
| 27 settembre 2012 | Pallekele International Cricket Stadium Kandy, Sri Lanka | Nuova Zelanda 174/7 (20 overs)     | Sri Lanka 174/6 (20 overs)     | Parità, LKA vince al Super Over Referto |
| 27 settembre 2012 | Pallekele International Cricket Stadium Kandy, Sri Lanka | Indie Occidentali 179/5 (20 overs) | Inghilterra 164/4 (20 overs)   | IOB vince di 15 runs Referto            |
| 29 settembre 2012 | Pallekele International Cricket Stadium Kandy, Sri Lanka | Nuova Zelanda 148/6 (20 overs)     | Inghilterra 149/4 (18.5 overs) | ENG vince di 6 wickets Referto          |
| 29 settembre 2012 | Pallekele International Cricket Stadium Kandy, Sri Lanka | Indie Occidentali 129/5 (20 overs) | Sri Lanka 130/1 (15.2 overs)   | LKA vince di 9 wickets Referto          |
| 1º ottobre 2012   | Pallekele International Cricket Stadium Kandy, Sri Lanka | Indie Occidentali 139 (19.3 overs) | Nuova Zelanda 139/7 (20 overs) | Parità, IOB vince al Super Over Referto |
| 1º ottobre 2012   | Pallekele International Cricket Stadium Kandy, Sri Lanka | Sri Lanka 169/6 (20 overs)         | Inghilterra 150/9 (20 overs)   | LKA vince di 19 runs Referto            |

| Squadra       | G | V | P | NR | NRR    | Pti |
| ------------- | - | - | - | -- | ------ | --- |
| Sri Lanka     | 3 | 3 | 0 | 0  | +0.998 | 6   |
| IOB           | 3 | 2 | 1 | 0  | -0.375 | 4   |
| Inghilterra   | 3 | 1 | 2 | 0  | -0.397 | 2   |
| Nuova Zelanda | 3 | 0 | 3 | 0  | -0.169 | 0   |

#### Gruppo 2
| Data              | Luogo                                   | In battuta (nel I innings) | Al lancio (nel I innings)    | Risultato                      |
| ----------------- | --------------------------------------- | -------------------------- | ---------------------------- | ------------------------------ |
| 28 settembre 2012 | R. Premadasa Stadium Colombo, Sri Lanka | Sudafrica 133/6 (20 overs) | Pakistan 136/8 (19.4 overs)  | PAK vince di 2 wickets Referto |
| 28 settembre 2012 | R. Premadasa Stadium Colombo, Sri Lanka | India 140/7 (20 overs)     | Australia 141/1 (14.5 overs) | AUS vince di 9 wickets Referto |
| 30 settembre 2012 | R. Premadasa Stadium Colombo, Sri Lanka | Sudafrica 146/5 (20 overs) | Australia 147/2 (17.4 overs) | AUS vince di 8 wickets Referto |
| 30 settembre 2012 | R. Premadasa Stadium Colombo, Sri Lanka | Pakistan 128 (19.4 overs)  | India 129/2 (17 overs)       | IND vince di 8 wickets Referto |
| 2 ottobre 2012    | R. Premadasa Stadium Colombo, Sri Lanka | Pakistan 149/6 (20 overs)  | Australia 117/7 (20 overs)   | PAK vince di 32 runs Referto   |
| 2 ottobre 2012    | R. Premadasa Stadium Colombo, Sri Lanka | India 152/6 (20 overs)     | Sudafrica 151 (19.5 overs)   | IND vince di 1 run Referto     |

| Squadra   | G | V | P | NR | NRR    | Pti |
| --------- | - | - | - | -- | ------ | --- |
| Australia | 3 | 2 | 1 | 0  | +0.464 | 4   |
| Pakistan  | 3 | 2 | 1 | 0  | +0.272 | 4   |
| India     | 3 | 2 | 1 | 0  | -0.274 | 4   |
| Sudafrica | 3 | 0 | 3 | 0  | -0.421 | 0   |

### Eliminazione diretta
|  | Semifinali | Semifinali | Semifinali |     |           | Finale    | Finale | Finale |  |
|  |            |            |            |     |           |           |        |        |  |
|  | Sri Lanka  | Sri Lanka  | 139/4      |     |           |           |        |        |  |
|  | Sri Lanka  | Sri Lanka  | 139/4      |     |           |           |        |        |  |
|  | Pakistan   | Pakistan   | 123/7      |     |           |           |        |        |  |
|  | Pakistan   | Pakistan   | 123/7      |     | Sri Lanka | Sri Lanka | 101    |        |  |
|  |            |            |            |     | Sri Lanka | Sri Lanka | 101    |        |  |
|  |            |            | IOB        | IOB | 137/6     |           |        |        |  |
|  | Australia  | Australia  | IOB        | IOB | 137/6     | 131       |        |        |  |
|  | Australia  | Australia  |            |     |           |           |        |        |  |
|  | IOB        | IOB        | 205/4      |     |           |           |        |        |  |

#### Semifinali
| Data           | Luogo                                   | In battuta (nel I innings)         | Al lancio (nel I innings)  | Risultato                    |
| -------------- | --------------------------------------- | ---------------------------------- | -------------------------- | ---------------------------- |
| 4 ottobre 2012 | R. Premadasa Stadium Colombo, Sri Lanka | Sri Lanka 139/4 (20 overs)         | Pakistan 123/7 (20 overs)  | LKA vince di 16 runs Referto |
| 5 ottobre 2012 | R. Premadasa Stadium Colombo, Sri Lanka | Indie Occidentali 205/4 (20 overs) | Australia 131 (16.4 overs) | IOB vince di 74 runs Referto |

#### Finale
| Data           | Luogo                                   | In battuta (nel I innings)         | Al lancio (nel I innings)  | Risultato                    |
| -------------- | --------------------------------------- | ---------------------------------- | -------------------------- | ---------------------------- |
| 7 ottobre 2012 | R. Premadasa Stadium Colombo, Sri Lanka | Indie Occidentali 137/6 (20 overs) | Sri Lanka 101 (18.4 overs) | IOB vince di 36 runs Referto |